# Bob Skoronski

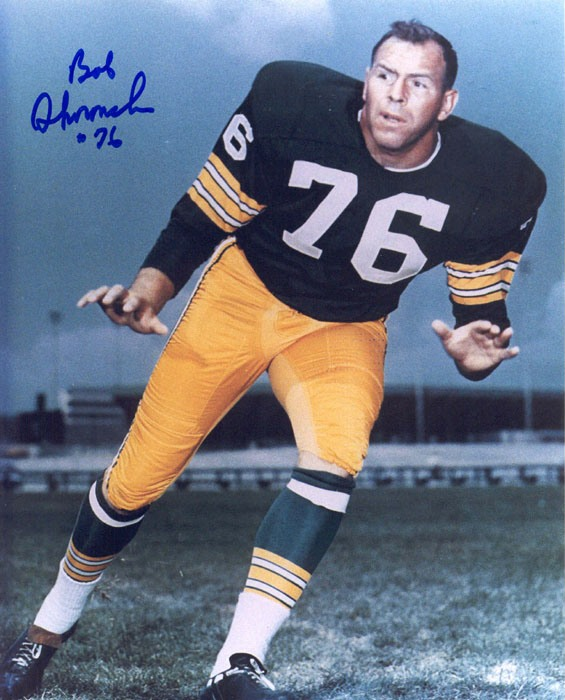

Bob Skoronski (5 de março de 1934) é um ex-jogador profissional de futebol americano estadunidense.

## Carreira
Bob Skoronski foi campeão do Super Bowl II jogando pelo Green Bay Packers.